# Филиппинский карликовый сокол
Филиппинский карликовый сокол (лат. Microhierax erythrogenys) — вид хищных птиц семейства соколиных. Эндемик Филиппин.

## Описание
Длина тела 15–18 см, размах крыльев 32–37 см. На шее, щеках, груди и животе имеет белое оперение, остальное тело чёрное, с заметным блеском. Проводит большую часть времени на кронах деревьев. Период размножения с марта по май. Гнездится в старых дуплах дятлов, на высоте 6–7 метров над землёй. Обитает в субтропических или тропических влажных равнинных лесах. Питается летающими насекомыми — бабочками, стрекозами, цикадами, иногда может ловить мелких птиц.

## Классификация
Выделяют два подвида филиппинских карликовых соколов:
- Microhierax erythrogenys erythrogenys (Vigors, 1831)— северные Филиппины: острова Бохоль, Катандуаны, Лусон, Миндоро и Негрос
- Microhierax erythrogena meridionalis Ogilvie-Grant, 1897— южные Филиппины: острова Каликоан, Себу, Лейте, Минданао, Самар и Бохоль.